# Kenneth I.

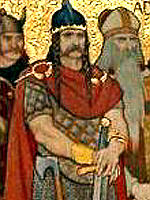
König Kenneth I. Detail im Fries der Scottish National Portrait Gallery (Historiendarstellung aus dem späten 19. Jh.)

Kenneth I. MacAlpin (Cinead mac Alpin (alt-gälisch), Coinneach MacAilpein (neu); * um 810; † 858) war der erste schottische König. Er folgte 841 seinem Vater Alpin II. als König von Dalriada. Im Jahr 843 wurde er auf dem Stone of Scone zum gemeinsamen König der Pikten und Skoten gekrönt. Das neu entstandene Königreich war unter dem gälischen Namen Alba bekannt. Kenneth begründete das Haus Alpin.
Im 9. Jahrhundert existierten im hohen Norden der britischen Inseln vier unabhängige Königreiche: Im Nordosten siedelten in einem sehr großen Gebiet die Pikten, der älteste Stamm in dieser Region. Im Südosten lag das Reich Bernicia der relativ spät zugewanderten Angeln. Im Südwesten befand sich das Reich Strathclyde, dessen Bevölkerung im Wesentlichen aus romanisierten Briten bestand. Im Nordwesten schließlich lebten im Reich Dalriada die aus Irland eingewanderten Skoten. Diese vier Reiche erlebten miteinander Phasen des Friedens, jedoch auch häufige kriegerische Auseinandersetzungen. Gemeinsam war ihnen der christliche Glaube, ein spätes Erbe der römischen Besatzungsmacht, der von den früh christianisierten Iren intensiv verbreitet wurde.
Im Jahr 839 besiegten die Pikten ihre skotischen Nachbarn aus Dalriada und töteten deren König Eoganan. Zur selben Zeit verwüsteten jedoch immer häufiger die aus Skandinavien kommenden Wikinger auf ihren Raubzügen die Ostküste des Piktenreichs. Der eben noch siegreiche Piktenkönig Uen fand dabei den Tod. Alpins Sohn Cinead (Kenneth MacAlpin) nutzte die Chance und eroberte das herrscherlose Land.
Seinen Thronanspruch begründete er mit der mütterlichen Erbfolge, die bei den Pikten akzeptiert war. Daraus lässt sich schließen, dass seine Mutter Piktin war und die verschiedenen Völker im Norden sich offenbar zunehmend vermischten. Nach dem Sieg über die Pikten vereinte Kenneth MacAlpin seine Heimat Dalriada mit der Neueroberung zum Königreich Alba und bot gestärkt den heidnischen Wikingern die Stirn. Obwohl die Wikinger schließlich sowohl in Irland als auch in Britannien siedelten und auch die Briten von Strathclyde eine starke Macht wurden, etablierte sich Alba auf Dauer im Norden und nutzte später die Möglichkeit zur Expansion nach Süden.
Kenneth I., dessen neu entstandenes Reich in der relativ zuverlässigen irischen Geschichtsschreibung bis etwa um das Jahr 900 als „Piktenreich“ bezeichnet wurde, verlegte den Hauptort aus dem skotischen Dunadd zu Dalriada ins piktische Scone, welches auch zuvor schon Herrschersitz war, und ließ sich dort krönen. Außerdem ist bekannt, dass er die Reliquien des Heiligen St. Columban von der Insel Iona nach Dunkeld verbringen ließ.
Das von dem Skoten Kenneth aus dem Clan der MacAlpins gegründete Reich Alba war die Keimzelle des späteren Schottlands, und er selbst wurde zum Stammvater des Königshauses MacAlpin, das erst im Jahr 1058 mit König Lulach endete. Kenneth wurde auf der Insel Iona begraben. Sein Bruder Donald I. folgte ihm auf den Thron, gemäß dem alten Tanistry-Brauch.